# Ското (Ливорно)
Ското је насеље у Италији у округу Ливорно, региону Тоскана.
Према процени из 2011. у насељу је живело 24 становника. Насеље се налази на надморској висини од 18 м.